# Скурихин, Дмитрий Николаевич
Скури́хин Дми́трий Никола́евич (род. 1 декабря 1974, Русско-Высоцкое) — российский предприниматель из Ленинградской области, сельский депутат. С 2014 года стал известен своими политическими акциями с критикой политики В. В. Путина, против войны с Украиной и в поддержку политзаключенных. В 2023 году репрессирован, вышел на свободу в 2024 году.

## Биография
Родился 1 декабря 1974 в селе Русско-Высоцкое Ленинградской области. Там же вырос. В 1997 году окончил петербургский Балтийский государственный технический университет. В 1998 году женился на Татьяне Николаевне. Вскоре занялся предпринимательством и открыл в своём селе магазин.
С 2009 по 2014 год Скурихин — депутат Русско-Высоцкого как самовыдвиженец. Затем пробовал переизбираться от «Справедливой России», подавал свою кандидатуру от «Партии народной свободы» на выборах в Госдуму в 2016 году. Так как в 2014 году не поддержал аннексию Крыма Российской Федерацией, часть односельчан от него отвернулась. После этого Скурихин не смог переизбраться. Стал членом «Открытой России». К тому времени региональное издание 47News называло Скурихина «единственным оппозиционером Ленобласти», поскольку он был наиболее заметным активистом региона, приезжавшим в Санкт-Петербург на акции оппозиции.
Скурихин стал широко известен надписями, которые он делал на своём магазине в Руссо-Высоцком. Впервые они появились в 2014 году, это были лозунги против аннексии Крыма. В 2017 году появились надписи «Мир Украине» и «Свободу России». Затем на стенах магазина и на его машине были надписи в память убийства Б. Е. Немцова, призывы освободить политзаключённых (в том числе А. А. Навального), критика В. В. Путина и его режима:

в 45-м деды
победили гитлеризм
нам надо победить
путинизм в стране
и сталинизм в себе
тогда заживём

Российское общество, проснись. Сделай так, чтобы твоя жлобская государственная машина работала на тебя, а не на себя
Односельчане неоднозначно относились к акциям Скурихина. Некоторые пытались закрашивать надписи, были также и те, кто поддерживал его деятельность или просто игнорировал.

## Уголовное преследование
Скурихин привлекал особое внимание полиции и спецслужб, однако уголовному преследованию до 2022 года он не подвергался. В 2022 году поддержал политзаключённую А. Ю. Скочиленко, проведя в своём магазине аналогичную акцию с антивоенными ценниками. За это Скурихина оштрафовали по административной статье о «дискредитации» военных на 45 тыс. рублей.
Первое дело против Скурихина возбудили осенью 2022 года из-за плаката против мобилизации.
24 февраля 2023 года, в годовщину начала полномасштабной фазы войны, оппозиционер вышел к своему магазину и встал на колени. В руках он держал плакат с надписью «Прости, Украина». После публикации фотографии акции в соцсетях против Скурихина возбудили второе уголовное дело и вскоре объединили два дела в одно. Находился под стражей с 25 февраля по 21 апреля 2023 года, когда был переведён под домашний арест. Вновь взят под стражу после оглашения приговора 3 августа 2023 года. Суд признал Скурихина виновным в «дискредитации использования ВС России», совершённой в течение года после административного наказания за аналогичное (ч. 1 ст. 280.3 УК РФ), и назначил 1,5 года в колонии общего режима. В последнем слове на суде Скурихин заявил:

Свобода слова — это залог процветания общества и страны. Без свободы слова страна обречена на гибель. Невозможно решить никакую проблему без свободы слова.
Правозащитный центр «Мемориал» признал Скурихина политическим заключенным.

## Семья
- Жена — Скурихина Татьяна Николаевна
- Дети — Наталья, Ульяна, Алеся, Полина, Светлана[6]

По словам супруги и дочерей, вся семья поддерживает активизм Скурихина, хотя и просит его быть осторожнее.

## Примечание
1. 1 2 3 4 5 6 7  Бумага.
2. 1 2  История бизнесмена, который украшает свои магазины плакатами «против режима» // Znak.com.
3. 1 2 3  Суд отправил предпринимателя Дмитрия Скурихина в колонию на 1,5 года // Коммерсантъ. — 2023. — 3 августа.
4. ↑  Мемориал.
5. ↑  Скурихин Дмитрий Николаевич. Поддержка политзаключённых. Мемориал. Дата обращения: 12 апреля 2024. Архивировано 18 мая 2024 года.
6. ↑  Дмитрий Скурихин // Вконтакте.